# Zornia capensis
Zornia capensis är en ärtväxtart som beskrevs av Christiaan Hendrik Persoon. Zornia capensis ingår i släktet Zornia och familjen ärtväxter.

## Underarter
Arten delas in i följande underarter:
- Z. c. capensis
- Z. c. tropica